# Il cielo d'Irlanda
Il cielo d'Irlanda è un singolo di Fiorella Mannoia del 1992, scritto da Massimo Bubola, estratto dall'album I treni a vapore. Il singolo venne messo in commercio anche nei Paesi Bassi in duplice versione: nella versione mix 12" (maxi CD single) e in quella di CD singolo.

## Il disco
Entrambe le versioni vennero pubblicate nel 1992 con distribuzione Sony Music Entertainment e con etichetta Epic Records (Catalogo CD singolo EPC 656187-2 - Catalogo maxi CD single EPC 658187-6). Il cielo d'Irlanda fu composto da Massimo Bubola. Ascolta l'infinito, invece, fu composto da Enrico Ruggeri e Piero Fabrizi.
A partire dal 2010 il brano Il cielo d'Irlanda venne realizzato in una versione a duetto tra Fiorella Mannoia e Noemi, si trattava di una versione live eseguita la prima volta durante l'Ho imparato a sognare tour.

## Tracce

### CD singolo
1. Il cielo d'Irlanda – 4:13 (Massimo Bubola)
2. Ascolta l'infinito – 5:28 (Enrico Ruggeri e Piero Fabrizi)

Durata totale: 9:41

### Maxi CD single
1. Il cielo d'Irlanda – 4:53 (Massimo Bubola) – extended version
2. Il cielo d'Irlanda – 4:13 (Massimo Bubola)
3. Ascolta l'infinito – 5:28 (Enrico Ruggeri e Piero Fabrizi)

Durata totale: 14:34

## Cover
- Nel 1994 l'autore Massimo Bubola inserì il brano Il cielo d'Irlanda nel suo album Doppio lungo addio.
- Nel 2004 Valentina Giovagnini la eseguì durante un concerto a Roma. Non è pubblicata su disco ma il filmato dell'esibizione è reperibile su YouTube.
- Nel 2013 Stefano "Cisco" Bellotti la registrò dal vivo insieme a Massimo Bubola e la pubblicò nell'album "Cisco dal vivo, volume 2".